# Charles Billings
Charles W. Billings (ur. 26 listopada 1866 w Eatontown, zm. 13 grudnia 1928 w Deal) – amerykański strzelec, mistrz olimpijski.
Billings wystąpił na Letnich Igrzyskach Olimpijskich 1912 w dwóch konkurencjach. W trapie indywidualnym uzyskał 14 punktów, kończąc zawody na 42. miejscu. W trapie drużynowym zdobył wraz z kolegami z reprezentacji złoty medal, osiągając drugi rezultat wśród amerykańskich zawodników (skład zespołu: Charles Billings, Edward Gleason, James Graham, Frank Hall, John Hendrickson, Ralph Spotts).
Od 1920 roku do śmierci był pierwszym burmistrzem Oceanport w stanie New Jersey.

## Wyniki

### Igrzyska olimpijskie
| Igrzyska | Konkurencja     | Wynik                                    | Miejsce | Źródło |
| -------- | --------------- | ---------------------------------------- | ------- | ------ |
| IO 1912  | Trap            | 14 pkt.                                  | 42      | [ 1 ]  |
| IO 1912  | Trap, drużynowo | 532 pkt. (druż.) 93 pkt. ind. (20–29–44) |         | [ 2 ]  |